# José Esteban Lasala
José Esteban Lasala (Almeria, 25 de novembre de 1935-Madrid, 4 de desembre de 2007) va ser un productor, director i guionista espanyol. Va escriure a més nombrosos articles sobre la Història de la cinematografia, i va ser director de la revista Cine Nuevo i codirector de la revista Primer plano. Va ser a més secretari de la Comissió encarregada de la selecció de les pel·lícules espanyoles candidates als premis Oscar a la millor pel·lícula de parla no anglesa, abans de la creació de l'Acadèmia espanyola de Cinematografia. Va ser, de fet, qui va seleccionar la pel·lícula Volver a empezar de José Luis Garci, que després va guanyar el premi. Entre les pel·lícules que va produir es troba Ópera prima del director Fernando Trueba.

## Filmografia

### Productor
- 1974: Zobel - Un tema
- 1974: Módulo ’74
- 1974: Lola, Paz y yo
- 1975: En un París imaginario
- 1976: Semana Santa en Cuenca
- 1976: Rodar en Madrid
- 1977: Tigres de papel
- 1978: Ese ser extraño
- 1978: A mi querida mamá
- 1978: Chillida
- 1979: Una tía que sale un ratito al final
- 1979: El globero
- 1980: La otra cara de Payasín
- 1980: La mano negra
- 1980: Ópera prima
- 1983: Scherzo ciudadano
- 1984: Epílogo
- 1984: La línea del cielo
- 1985: L'obra de Gaudí - Parque Güell
- 1985: Claustro románico de Silos
- 1985: Acueducto de Segovia
- 1985: El caballero del dragón
- 1995: Adiós Naboelk

### Director
- 1974: Zobel - Un tema.
- 1974: Módulo ’74.
- 1976: Rodar en Madrid.
- 1978: Ese ser extraño.
- 1978: Chillida.
- 1980: La otra cara de Payasín.
- 1984: Palacios árabes.
- 1985: Claustro románico de Silos.
- 1985: Acueducto de Segovia.

### Guionista
- 1974: Módulo ’74 (argument i guió).
- 1978: Ese ser extraño (guió).
- 1978: Chillida (argument).